# Eshatologija
Eshatologíja (grško: έσχατος[éshatos] = zadnji, -λογια[-logia] = veda, znanost) je nauk o zadnjih ciljih življenja in sveta, o poslednjih stvareh, to je o smrti oziroma koncu ter sodbi in končni usodi človeka in sveta. Eshatologija je del teologije in filozofije. V mnogih verstvih je konec sveta dogodek v prihodnosti, ki je prerokovan v svetih spisih ali v narodopisju. Širše lahko eshatologija vsebuje sorodne predstave o odrešeniku, odrešeniški dobi, posmrtnem življenju ali duši.
Grška beseda αιών[eón] pomeni starost, vek in bi morda prevod pomenil »konec veka«, namesto »konec sveta«. Razlika ima teološko pomembnost, saj »čas konca« v mnogih verstvih pogojuje uničenje planeta ali vseh živih bitij, kjer bi človeštvo preživelo v nekakšni drugi obliki, in s tem bi se končal trenutni »vek«, trenutna »doba« obstoja, in se začela nova. 